# NEW ERA
｢NEW ERA｣は、BACK-ONの配信限定EP。cutting edgeから2018年2月21日に配信された。

## 概要
BACK-ONの配信限定EPは｢DTM EP｣以来約2年半振りとなる。

## 収録曲
- 作詞・作曲はBACK-ON。

1. Clown [3:11]
2. Carry on [4:04]
  - ｢ガンダムビルドファイターズ GMの逆襲｣ 主題歌
3. Laugh now [3:47]
4. Misty rain [3:10]
5. Knock knock [3:58]